# شارمن هويل
شارمن هويل (بالإنجليزية: Charmaine Howell) هي منافسة ألعاب القوى أمريكية، ولدت في 13 مارس 1975 في أبرشية تريلاوني في جامايكا.

## وصلات خارجية
- شارمن هويل على موقع الاتحاد الدولي لألعاب القوى (الإنجليزية)
- شارمن هويل على موقع أوليمبيديا (الإنجليزية)
- شارمن هويل على موقع اتحاد ألعاب الكومنولث (مؤرشف) (الإنجليزية)